# Rui Marques
Rui Manuel Pereira Marques (Lisboa, 25 de junho de 1963) é um empreendedor, gestor, ativista  social e orador.

## Formação
Rui Marques licenciou-se, em 1989, em Medicina pela Faculdade de Medicina da Universidade de Lisboa, obteve o grau de mestre, em 2004, em Ciências da Comunicação e Indústrias Culturais pela Faculdade de Ciências Sociais e Humanas da Universidade Católica Portuguesa e, em 2017, concluiu o Doutoramento em Sociologia Económica e das Organizações pelo ISEG - Lisbon School of Economics & Management, com a apresentação da sua tese “Problemas sociais complexos e governação integrada – Contributos para um modelo de governação integrada a partir de estudos de caso sobre o Centro Nacional de Apoio ao Imigrante e a Comissão de Proteção de Crianças e Jovens da Amadora”.

## Experiência profissional
Enquanto estudante universitário colaborou regularmente na Rádio Renascença, na equipa de programação religiosa

e em 1990 foi convidado para Diretor de Programas da mesma estação. Foi também Diretor de Programas do Canal 1 e da RFM. Um ano depois colaborou na apresentação da candidatura a um canal de televisão, a Televisão Independente (TVI), onde foi Diretor Adjunto.
Em 1991 abandonou a Rádio Renascença e fundou, com um conjunto de amigos, a revista Forum Estudante, da qual foi o primeiro Diretor. O primeiro número foi publicado em dezembro de 1991.
Em paralelo promoveu iniciativas de intervenção social e política como a "Missão Paz em Timor" – Lusitânia Expresso. 
A atividade editorial iniciada com a Forum Estudante consolidou-se e desenvolveu-se em torno do Grupo Forum, responsável pela edição de outros produtos de media e foi neste contexto que, em 1995, nasceu a Forum Multimédia, para a produção de CD-ROM, conceção, desenvolvimento e manutenção de home-pages na Internet e consultoria para a Sociedade de Informação. Em 2000 colaborou com a Terravista AS enquanto Administrador e Diretor Geral. 
O seu percurso profissional, dedicado essencialmente à Comunicação Social, mudou de rumo e, em agosto de 2002, foi nomeado pelo Governo português como Alto-Comissário Adjunto para a Imigração e Minorias Étnicas, com a missão de participar no desenvolvimento de uma política de acolhimento e integração de imigrantes.
Terminado este mandato, foi nomeado pelo Governo português, de 2005 a 2008, como Alto-Comissário para a Imigração e como Coordenador Nacional do Programa Escolhas.
. Neste período participou no lançamento do Centro Nacional de Apoio ao Imigrante (ACM, IP) e na reestruturação do Programa Escolhas, projeto que promove a inclusão social de crianças e jovens de contextos socioeconómicos vulneráveis, visando a igualdade de oportunidades e o reforço da coesão social.
Desde 2008 que é Administrador da Forum Estudante e atualmente dirige também o Instituto Padre António Vieira (IPAV), uma associação cívica sem fins lucrativos, que se destina à reflexão, formação e ação no domínio da promoção da dignidade humana, da solidariedade social, da sustentabilidade, do desenvolvimento, da diversidade e diálogo de civilizações/culturas.

## Ação cívica e social
No domínio da intervenção católica, enquanto estudante universitário, foi Secretário-Geral do Centro Universitário Padre António Vieira (CUPAV), ligado aos jesuítas. Ainda na universidade integrou, como independente, a Comissão Nacional de Juventude da candidatura de Freitas do Amaral à Presidência da República. Mais tarde, em 1994, colaborou nos Estados Gerais lançados por António Guterres.
Na área da cooperação, ainda nos anos 1980, foi Secretário da Direção da ONGD Leigos para o Desenvolvimento e integrou a Comissão Permanente das ONGD
. Em 1992 organizou, com a revista Forum Estudante, uma campanha de apoio a Moçambique, a "Missão Boa Esperança", através da recolha de arroz e livros, e do seu envio.
Um dos temas em que teve maior participação cívica foi a causa da libertação e autodeterminação de Timor-Leste. Em dezembro de 1991, participou na iniciativa "Missão Paz em Timor". Na sequência do massacre de estudantes timorenses no cemitério de Santa Cruz, a equipa da Forum Estudante lançou uma ação de sensibilização da opinião pública internacional para a causa de Timor. Mobilizou cento e vinte estudantes, de vinte e três países, para uma viagem no navio Lusitânia Expresso a Timor, com o fim de colocar uma coroa de flores no local do massacre e dessa forma dar atenção mediática para a situação de opressão vivida pelo povo timorense. O Lusitânia Expresso foi parado, a 11 de março de 1992, à entrada das águas territoriais de Timor por quatro navios de guerra indonésios, mas o objetivo essencial estava alcançado. Timor tinha sido notícia durante três meses. No período de 1992 a 1999 (data do referendo em Timor-Leste e da saída da Indonésia) continuou a sua participação nesta causa, presidindo à Associação 12 de Novembro, que desenvolveu várias ações de apoio, a mais significativa das quais passou pelo acolhimento e apoio a jovens estudantes timorenses que se refugiavam em Portugal.
Viveu em Díli entre 2001 e 2002, estando na génese da conceção, construção e lançamento do Centro Juvenil Padre António Vieira. Este centro sediado em Díli foi inaugurado a 4 de dezembro de 2001.
Em setembro de 1992, participou na organização da "Missão Crescer em Esperança", que visou acolher em Portugal, vítimas da guerra na Bósnia (Ex-Jugoslávia).
Em 1994 participou no lançamento do Círculo de Apoio à Integração dos Sem-Abrigo, atualmente conhecida por CAIS, associação que presidiu até 1999, e que visa contribuir para melhorar as condições de vida de pessoas sem casa/lar, nomeadamente no domínio do emprego e da autossuficiência, através do modelo de uma revista de fotojornalismo, vendida em exclusivo por pessoas sem-abrigo, revertendo para elas a quase totalidade da receita.
Entre 1996 e 2000 presidiu à Associação para a Promoção do Multimédia em Portugal, que representava a comunidade multimédia portuguesa. Nessa qualidade foi, em 1998, Coordenador do Ano Nacional do Multimédia Interactivo.
Em março de 2008, integrou um grupo de fundadores do partido de matriz humanista Movimento Esperança Portugal (MEP). Em 2009 apresentou-se como Cabeça de Lista pelo Círculo de Lisboa às Eleições Legislativas, concorrendo pelo MEP, procurando construir uma alternativa de esperança para Portugal.
Na sequência do fraco resultado obtido pelo MEP nas eleições legislativas portuguesas de 2011, demitiu-se na noite eleitoral, deixando a liderança do partido. O MEP teve apenas pouco mais de 21 000 votos, aquém do que atingira em 2009.
Criou, em 2012, o projeto GEPE - Grupos de Entreajuda na Procura de Emprego - grupos informais de pessoas desempregadas, que se reúnem periodicamente e cujo objetivo é a procura ativa de emprego, na qual todos os membros do grupo colaboram e se entreajudam. 
Foi promotor da PAR - Plataforma de Apoio aos Refugiados, que reúne mais de 350 organizações da sociedade civil, com a missão de promover uma cultura de acolhimento e de integração de famílias de refugiados em Portugal até Outubro de 2018.
Em 2014 participou na origem do Forum para a Governação Integrada (Forum GovInt), onde desempenha a função de Coordenador Executivo. O Forum GovInt é uma rede colaborativa informal de instituições públicas e privadas que entenderam cooperar para a reflexão e a ação no âmbito da resolução de problemas sociais complexos através de modelos de governação integrada, que permitam maior eficácia e eficiência. Mais tarde, em 2016, participou no arranque do Forum GovInt Guiné-Bissau, com novos parceiros co-promotores.
Desde 2010 que coordena e inspira a Academia de Líderes Ubuntu, um programa de capacitação para jovens dos 18 aos 35 anos, com potencial de liderança, provenientes de contextos desafiantes ou com disponibilidade e interesse em trabalhar nos mesmos. Com o objetivo de inspirar lideranças positivas, capazes de intervir nas respetivas comunidades promovendo respostas que contribuam para uma sociedade mais justa, mais coesa e responsável. Com uma capacidade de replicação muito relevante, em 2018 a Academia de Líderes Ubuntu chegou a 10 países, sobretudo África e América Latina.

## Condecorações
- Grande oficial da Ordem do Infante D. Henrique[26]
- Ordem de Timor-Leste[27]

## Obras publicadas
- O Centro da Educação in Carneiro, Roberto (coord.), O futuro da educação em Portugal: tendências e oportunidades. Um estudo de reflexão prospectiva, tomo IV. Lisboa, Ministério da Educação, 2000. ISBN 972-614-366-7.
- Uma mesa com lugar para todos: Para uma visão humanista da imigração. Lisboa, Instituto Padre António Vieira. ISBN 978-972-997210-2[28]
- Timor-Leste: O Agendamento mediático. Porto, Porto Editora, 2006. ISBN 978-972-0-45256-6
- Esperança em Movimento. Porto, Porto Editora, 2009.
- Nota de Abertura. Acreditar. Histórias de Entreajuda no combate ao Desemprego. Lisboa, Instituto Padre António Vieira, 2013.
- Problemas Complexos e Governação Integrada. Lisboa, Instituto Padre António Vieira, 2014.
- Nota de Abertura. Eu sou porque tu és. A história da Academia Ubuntu. Lisboa, Instituto Padre António Vieira, 2014.
- Nota de Abertura. Atas da Conferência “Problemas sociais complexos: desafios e respostas. Lisboa, Instituto Padre António Viera, 2015.
- Governação Integrada e Administração Pública. Lisboa, INA Editora, 2015.
- Nota de Abertura. Governação integrada: a experiência internacional e desafios para Portugal. Lisboa, Instituto Padre António Vieira, 2016.
- Prefácio. Uma Esperança Mais Forte do que o Marde Melissa Flemming, Porto, Porto Editora, 2017.